# Lilium auratum
Lilium auratum, deutsch auch Goldband-Lilie genannt, ist eine Pflanzenart aus der Gattung der Lilien (Lilium) in der Orientalischen Sektion innerhalb der Familie der Liliengewächse (Liliaceae).

Lilium auratum

## Beschreibung
Lilium auratum ist eine mehrjährige krautige Pflanze, die Wuchshöhen von 60 bis 150 (220) Zentimetern erreicht. Die rundlich abgeflachten, gelblichen Zwiebeln haben einen Durchmesser von bis zu zehn Zentimetern.
Die Pflanze bildet ab dem Frühjahr einen purpur-grünen, am Fuß schwach rot überlaufenen starken, glatten Stängel aus, die Blätter sind linear bis schmal-lanzettlich, dunkelgrün und bis zu 22 Zentimeter lang.
Im August bis September trägt sie an einem traubigen Blütenstand ein bis sechs, in Ausnahmefällen bis zu 30 intensiv duftende schalenförmige Blüten mit einem Durchmesser von bis zu 25 Zentimetern. Die Blütenhüllblätter sind weiß, tragen einen gelben bzw. karmin- bis dunkelroten Mittelstreifen und sind gesprenkelt mit rostroten (bzw. gelben) Papillen.
Die Chromosomenzahl beträgt 2n = 24.

## Verbreitung
Lilium auratum ist endemisch in Japan, wo sie unter dem Namen Yamayuri (jap. 山百合, wörtlich: Berglilie) bekannt ist.

## Taxonomie und Systematik
Lilium auratum wurde 1862 durch John Lindley in Gardeners' Chronicle Jahrgang 1862 Seite 644 erstbeschrieben.
Neben der Nominatform Lilium auratum var. auratum wurden früher verschiedene Varietäten beschrieben, die sich durch die Färbung der Mittelstreifen und Papillen der Blütenblätter voneinander unterschieden und heute sämtlich als Synonyme angesehen werden. Ausgenommen davon war Lilium auratum var. platyphyllum Baker, die sich durch etwas größere Blüten (bis zu 30 Zentimeter) und breit-lanzettliche Blätter von der Nominatform abhob. Molekulargenetische Untersuchungen belegten jedoch, dass diese scheinbare Varietät nur indirekt mit Lilium auratum verwandt ist und eine eigenständige Art Lilium platyphyllum darstellt.